# Матилда фон Майсен
Матилда фон Майсен (на немски: Mathilde von Meißen; * ок. 997; † 2 февруари ок. 1030) от род Екехардини е маркграфиня от Майсен и чрез женитба маркграфиня на Лужица.
Тя е дъщеря на маркраф Екехард I от Майсен († 1002) и съпругата му Сванхилда († 26 ноември 1014) от рода на Билунгите, дъщеря на саксонския маркграф Херман Билунг († 973).
Матилда се омъжва за маркграф Дитрих II/I от Лужица (1032 – 1034) от род Ветини, син на граф Дедо I фон Ветин и Титбурга. На 19 ноември 1034 г. нейният съпруг Дирих II е убит от хората на нейния брат Екехард II.

## Деца
Матилда и маркграф Дитрих II/I от Лужица имат децата:
- Дедо II (* 1010, † 1075), маркграф на Марка Лужица (Дедо I), женен I. за Ода от Долна Лужица († пр. 1068), вдовица на граф Вилхелм III фон Ваймар († 1039); II. за Адела от Брабант († 1083), вдовица на Ото I фон Орламюнде, граф на Ваймар († 1067)
- Фридрих I (* 1020, † 18 април 1084), епископ на Мюнстер (1063 – 1084)
- Геро (* 1020, † 1089), граф на Брена, женен за Берта фон Шварцбург
- Тимо (* пр. 1034, † 1091), граф на Ветин и Брена, женен ок. 1086 г. за Ида фон Нортхайм (1050/1060–сл. 1100), дъщеря на баварския херцог Ото Нортхаймски
- Конрад фон Ветин (* 1015, † 1040), граф на Камбург, женен за Отехилдис фон Катленбург
- Рикдаг (* 1015, умира млад)
- Хидда фон Ветин († 28 януари 1061 в Прага), омъжена за Спитигнев II (* 1031; † 28 януари 1061), херцог на Бохемия (1055 – 1061)